# Giuseppe Simonetti
Giuseppe Simonetti (Castelnuovo di Farfa, 23 de setembro de 1709 - Roma, 4 de janeiro de 1767) foi um cardeal do século XVIII.

## Biografia
Nasceu em Castelnuovo di Farfa em 23 de setembro de 1709, abadia nullius de Farfa , província de Sabina, onde sua família possuía uma signoria , um feudo e um palácio. Das famílias Simonetti e Corradini. Dos marqueses de Simonetti. Nobre romano.
Educação inicial em casa; depois, foi enviado a Roma para estudar no Jesuíta Collegio Romano; sob a direção do cardeal Francesco Barberini, abade comendador de Farfa; aplicou-se aos estudos jurídicos na Universidade La Sapienza, de Roma, onde obteve o doutorado em utroque iure , tanto em direito canônico quanto em direito civil, em 16 de junho de 1735. Sentindo-se inclinado à vocação clerical, entrou ao serviço da Santa Sé.
Ordenado em 26 de março de 1735. Entrou na prelazia romana como abreviatore di parco maggiore da presidência da Chancelaria Apostólica em 8 de março de 1736. Referendário dos Supremos Tribunais da Assinatura Apostólica da Justiça e da Graça, 8 de março de 1736. Nomeado relator do SC do Bom Governo em novembro de 1738; ocupou o cargo até 1742. Tenente civil do Tribunal do Vicariato de Roma em dezembro de 1742. Tenente do tribunal civil da Câmara Apostólica, de dezembro de 1753 a setembro de 1759. Cônego da basílica patriarcal do Vaticano, setembro de 1759. Secretário da SC do Concílio Tridentino, setembro de 1759. Eleitor do Supremo Tribunal da Assinatura Apostólica da Graça, 1759. Examinador dos prelados promovidos ao episcopado.
Eleito arcebispo titular de Petra na Palestina, em 25 de maio de 1761. Consagrada, em 7 de junho de 1761, igreja de S. Silvestro in Capite, Roma, pelo Cardeal Ferdinando Maria Rossi, prefeito do SC do Concílio Tridentino, auxiliado por Domenico Giordani, arcebispo titular de Nicomédia, e por Giovanni Lercari, arcebispo titular de Adrainopoli. Assistente no Trono Pontifício, 16 de julho de 1761. Secretário da SC dos Bispos e Regulares, julho de 1763.
Criado cardeal sacerdote no consistório de 26 de setembro de 1766; recebeu o chapéu vermelho em 30 de setembro de 1766; e o título de S. Marcello, 1º de dezembro de 1766. Atribuído à SS. CC. do Concílio Tridentino, Bispos e Regulares, Exame dos Bispos e Índice de livros proibidos.
Morreu em Roma em 4 de janeiro de 1767, após cinco dias de grave doença, de hemorragia cerebral, tendo recebido os sacramentos da Igreja e a bênção papal in articulo mortis. Exposto e sepultado em seu título, S. Marcello, em frente ao seu próprio palácio, onde também ocorreu o funeral na presença do Sagrado Colégio dos Cardeais.